# 忍坂坐生根神社
忍坂坐生根神社（おしさかにますいくねじんじゃ）は、奈良県桜井市にある神社である。式内大社で、旧社格は村社。

## 祭神
- 少彦名神

『特選神名牒』や明治7年（1874年）の『郷村社取調帳』には「祭神生根神」と記されており、この「生根神」については不詳である。

## 歴史

### 概史
創建年代は不詳だが、天平2年（730年）の『大和国正税帳』に「生根神戸」、大同元年（806年）の『新抄格勅符抄』に「生根神一戸大和」と名前が見えることからそれ以前からの創建と見られる。『延喜式神名帳』では大社に列し、月次・新嘗の奉幣に預ると記されている。江戸時代には単に「生根神社」と称しており、磐座もあることから移転することなくこの地で祭祀されていたとされる。かつては神宮寺として元禄2年（1689年）に建立された石井寺薬師堂があった。

### 神階
- 天安3年（859年）1月27日、従五位下より従五位上（『日本三代実録』）- 表記は「忍坂生根神」

## 境内
当社に本殿はなく、拝殿の北側に「石神」と称する自然石21個を並べた磐座を神体として祀る。

## 交通アクセス
- 近鉄大阪線大和朝倉駅から南方へ1km